# Musée du Romsdal

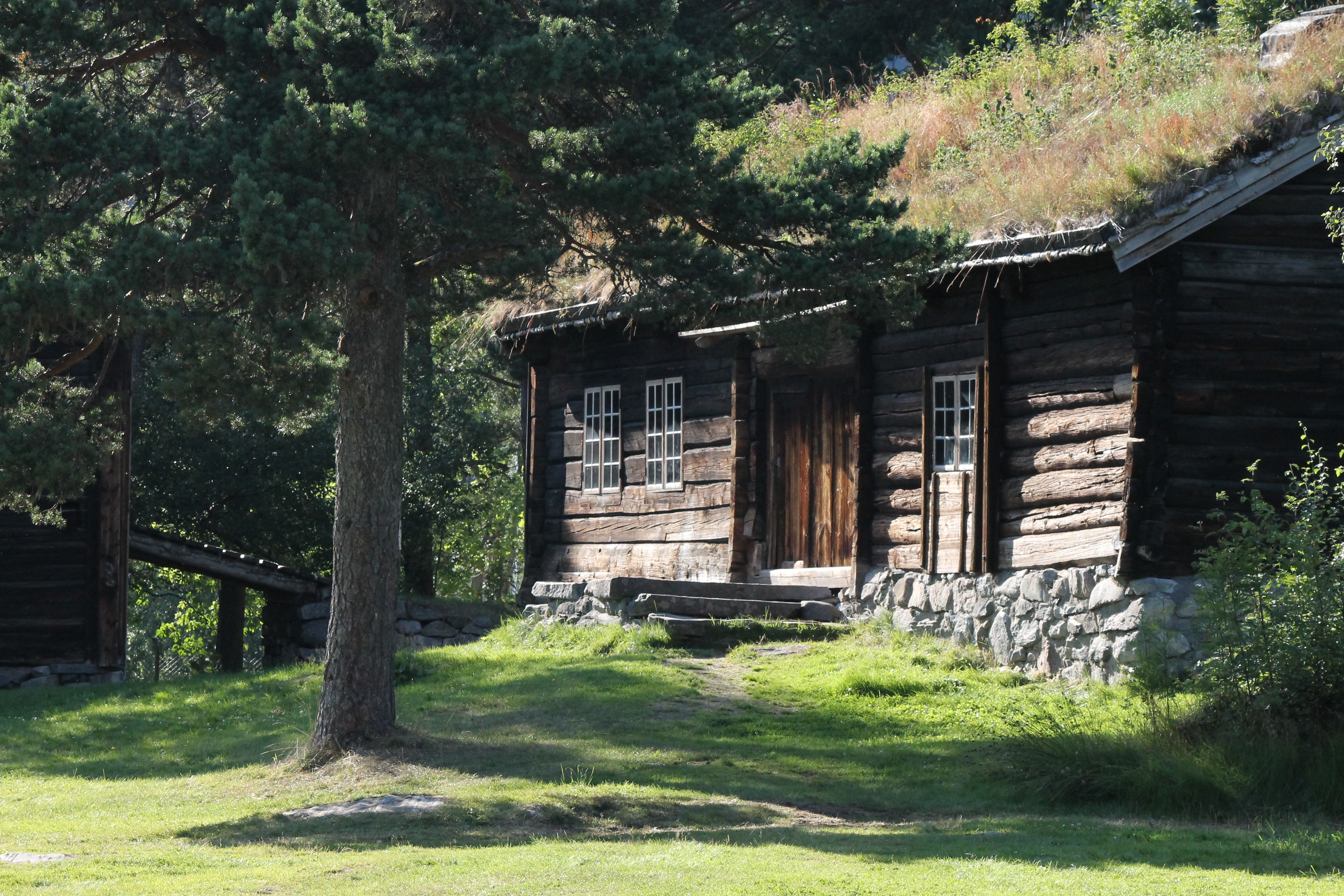
Maison traditionnelle au musée du Romsdal à Molde.

Le musée du Romsdal (en norvégien:Romsdalmuseet) est un musée de la commune de Molde, comté de Møre og Romsdal, Norvège.

## Histoire
Le musée a été fondé en 1912 par Peter Tønder Solemdal (1876-1963). C'est l'un des plus grands musées folkloriques du pays. En outre, le musée dispose d'une bibliothèque et d'archives, de textes et des photographies.
En 1928, le musée s'ouvre au public. S'y trouve un lac idyllique, très apprécié par les oiseaux; un espace scénique utilisé pendant le Molde Jazz Festival et plusieurs maisons incluses dans une visite guidée.

## Départements
- Le musée à ciel ouvert de l'ancienne ferme de Reknes à Molde: une collection de plus de 40 bâtiments (granges, fermes, écuries, ateliers, etc.) de la région de Romsdal, datant du XVIe au XXe siècle. Une rue de l'ancienne ville est recréée montrant à quoi Molde ressemblait avant l'incendie de 1916. La collection à l'intérieur du musée reflète l'histoire de la vie régionale grâce à des vestiges allant du Mésolithique à l'occupation allemande durant la Seconde Guerre mondiale.
- Le musée de la Pêche situé sur l'île de Hjertøya (archipel de Molde): maisons et intérieurs recréant la vie d'une société de pêcheurs aux XVIIIe et XIXe siècles.
- Le presbytère de Eidsvåg (commune de Nesset), qui était la maison d'enfance de Bjørnstjerne Bjørnson (Prix Nobel de littérature 1903). Cette maison est mise à disposition des organisateurs du Festival Bjørnson.
- Église paroissiale médiévale de Veøy. L'église date du début du XIIIe siècle, l'île a également un certain nombre de monuments anciens et un grand intérêt archéologique.